# لری مانتی
لری مانتی (انگلیسی: Larry Manetti؛ زادهٔ ۲۳ ژوئیهٔ ۱۹۴۷) هنرپیشه اهل ایالات متحده آمریکا است.
از فیلم‌ها یا برنامه‌های تلویزیونی که وی در آن نقش داشته‌است می‌توان به هاوایی فایو-زیرو اشاره کرد.